# Sean Dyche
Sean Mark Dyche (Kettering, Inglaterra, 28 de junio de 1971) es un exfutbolista y entrenador inglés. Actualmente sin club.
Durante su carrera como jugador, Dyche jugó como central, hizo su debut profesional en 1990 y representó a Chesterfield, a quien capitaneó y anotó en unos cuartos de final de la FA Cup. Otros equipos en los que ha jugado incluyen Bristol City, Luton Town, Millwall, Watford y Northampton Town. Fue ascendido con tres de sus seis clubes. Después de retirarse como jugador en 2007, entrenó en Watford, incluida una temporada como entrenador entre junio de 2011 y julio de 2012.
Después de dejar Watford, Dyche fichó por Burnley en octubre de 2012. Durante su tiempo allí, Dyche guio al club a dos ascensos a la Premier League en tres temporadas, la última luego del descenso al Championship a finales de 2014-15. Tras el descenso del Bournemouth y su entrenador Eddie Howe al final de la temporada 2019-20, Dyche se convirtió en el entrenador con más años de servicio en la Premier League. Burnley lo despidió en abril de 2022 después de que se desempeñaron mal durante toda la temporada. Dyche se unió al Everton en enero de 2023.

## Carrera como jugador
Dyche era un jugador del equipo juvenil en Nottingham Forest a fines de la década de 1980, mientras que Brian Clough era el entrenador. Cuando se unió a Forest, medía 5 pies 7 pulgadas (1,70 m), pero creció a 6 pies 0 pulgadas (1,83 m) después de un año. Se rompió la pierna al principio de su carrera, lo que, según Dyche, lo detuvo. También lo dejó con una curvatura permanente en la pierna.
Dejó al Forest a principios de 1990 sin hacer una aparición en el primer equipo y fichó por el Chesterfield, donde más tarde se convirtió en capitán. Dyche formó parte del equipo que alcanzó las semifinales de la FA Cup en 1997. En la semifinales, contra el Middlesbrough, marcó un penalti para poner a su equipo 2-0 arriba en un eventual empate 3-3. Posteriormente, su equipo perdería en el replay por 3-0.
Dyche abandonó Chesterfield por Bristol City en 1997, ayudándolos a ganar el ascenso a la Division One en su primera temporada. El City descendió la temporada siguiente, durante la cual Dyche pasó un tiempo cedido en el Luton Town. Se mudó a Millwall al final de la campaña, donde ganó el ascenso a la División One en 2001 y estuvo cerca de un lugar en la Premier League al año siguiente, perdiendo ante los eventuales ganadores del ascenso Birmingham City en los play-offs. En 2002, comenzó un período de tres años en el Watford, donde fue capitán en su última temporada con el club.
Fichó por el Northampton Town en 2005, y participó en su promoción de la League Two. Cayó en desgracia después del nombramiento de Stuart Gray como entrenador y fue liberado al final de la temporada 2006-07.

## Carrera como entrenador

### Watford
Habiéndose retirado, luego de su liberación del Northampton, Dyche se reincorporó al Watford como entrenador de la sub-18 en 2007, y fue ascendido a asistente del entrenador en julio de 2009 cuando Malky Mackay asumió en el club inglés. Mackay se fue para unirse al Cardiff City en junio de 2011, y Dyche fue ascendido a entrenador. Watford terminó la temporada 2011-12 en el puesto N°11 en el Championship, el mejor resultado del club en cuatro años, pero un cambio en la propiedad del club provocó su despido al final de la temporada.

### Burnley

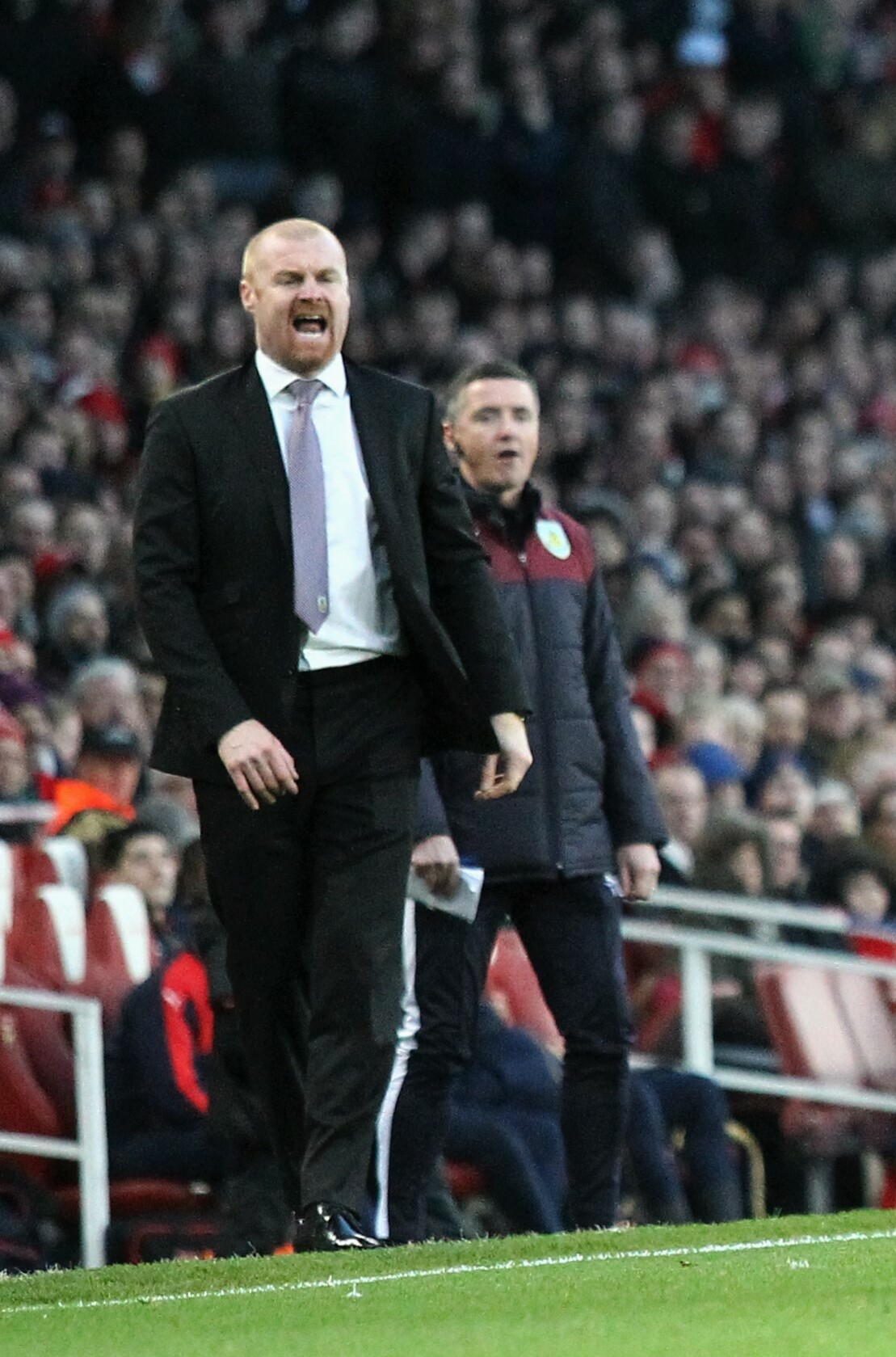
Dyche dirigiendo al Burnley en 2016

Dyche se unió a la selección de fútbol sub-21 de Inglaterra como miembro temporal del personal de trastienda en septiembre de 2012, pero al mes siguiente se convirtió en entrenador del Burnley, sucediendo a Eddie Howe, que había dejado el club para reincorporarse al Bournemouth. Dyche fue nombrado entrenador del mes en el Championship durante septiembre de 2013 y llevó al equipo a su mejor comienzo de temporada desde que se fundaron en 1882. El equipo rompió una serie de récords del club de larga data y ganó el ascenso a la Premier League, después de una ausencia de cuatro años. Su estancia en la máxima categoría duró solo una temporada, ya que descendieron a dos jornadas del final. En febrero de 2016, firmó una extensión de contrato. Guio al club a la Premier League por segunda vez en la temporada 2015-16, con el ascenso sellado luego de una victoria por 1-0 sobre el Queens Park Rangers en Turf Moor el 2 de mayo.
En enero de 2018, Dyche firmó un nuevo contrato con el Burnley para permanecer como entrenador hasta el verano de 2022. Había guiado al Burnley al séptimo lugar en la Premier League al momento de firmar su contrato, un comienzo impresionante para su segunda temporada consecutiva en la máxima categoría después de haber finalizado la temporada anterior en la posición N°16. La temporada terminó con la clasificación a la Europa League por primera vez en más de medio siglo y aseguró su mejor resultado en una temporada de la máxima categoría desde que terminó sexto en 1974. Después de la clasificación para Europa, el pub 'The Princess Royal' pasó a llamarse 'The Royal Dyche' en honor a él.
El 15 de abril de 2022, Dyche fue despedido por el Burnley después de estar en el club durante nueve años y medio. En el momento de su destitución, el club estaba en la zona de descenso, cuatro puntos por detrás del Everton, con ocho partidos restantes. La decisión de despedir a Dyche por parte de los propietarios del club fue ampliamente criticada, y el escritor de la BBC Phil McNulty la describió como "pánico ciego" en su intento de conservar su estatus de Premier League mediante el nombramiento de un nuevo entrenador. Mike Jackson sucedió a Dyche como entrenador interino por el resto de la temporada y el club finalmente descendería después de terminar en el puesto N°18 el último día de la temporada.

### Everton
El 30 de enero de 2023, Dyche fue nombrado entrenador del club Everton de la Premier League con un contrato de dos años y medio, en sustitución de Frank Lampard.En su primera temporada a cargo, logró salvar al equipo del descenso en la última jornada después de derrotar al Bournemouth.
En la siguiente campaña, al club se le descontaron 6 puntos por incumplir el Fair Play Financiero para el período de tres años hasta 2021-22. A pesar de esto, logró evitar el descenso y el equipo terminó en la 15.ª posición.El 8 de enero de 2025, fue despedido de su cargo después de una serie de malos resultados.

## Clubes y estadísticas

### Como jugador
| Club                | País       | Año       |
| ------------------- | ---------- | --------- |
| Nottingham Forest   | Inglaterra | 1989-1990 |
| Chesterfield        | Inglaterra | 1990-1997 |
| Bristol City        | Inglaterra | 1997-1999 |
| Luton Town (cedido) | Inglaterra | 1999      |
| Millwall            | Inglaterra | 1999-2002 |
| Watford             | Inglaterra | 2002-2005 |
| Northampton Town    | Inglaterra | 2005-2007 |

### Como entrenador
| Equipo              | Div.                | Temporada           | Liga  | Liga | Liga | Liga | Liga |       | Copa | Copa | Copa | Copa  |   | Internacional | Internacional | Internacional | Internacional | Internacional |   | Otros | Otros | Otros | Otros |     | Totales     | Totales | Totales | Totales | Totales | Totales | Totales | Totales |
| Equipo              | Div.                | Temporada           | Part. | G    | E    | P    | Pos. | Part. | G    | E    | P    | Part. | G | E             | P             | Pos.          | Part.         | G             | E | P     | Part. | G     | E     | P   | Rendimiento | GF      | GC      | Dif.    |         |         |         |         |
| ------------------- | ------------------- | ------------------- | ----- | ---- | ---- | ---- | ---- | ----- | ---- | ---- | ---- | ----- | - | ------------- | ------------- | ------------- | ------------- | ------------- | - | ----- | ----- | ----- | ----- | --- | ----------- | ------- | ------- | ------- | ------- | ------- | ------- | ------- |
| Watford Inglaterra  | 2.ª                 | 2011-12             | 46    | 16   | 16   | 14   | 11.º | 3     | 1    | 1    | 1    | -     | - | -             | -             | -             | -             | -             | - | -     | 49    | 17    | 17    | 15  | 46.25%      | 61      | 68      | -7      |         |         |         |         |
| Watford Inglaterra  | Total               | Total               | 46    | 16   | 16   | 14   | -    | 3     | 1    | 1    | 1    | -     | - | -             | -             | -             | -             | -             | - | -     | 49    | 17    | 17    | 15  | 46.25%      | 61      | 68      | -7      |         |         |         |         |
| Burnley Inglaterra  | 2.ª                 | 2012-13             | 33    | 11   | 11   | 11   | 11.º | 1     | 0    | 0    | 1    | -     | - | -             | -             | -             | -             | -             | - | -     | 34    | 11    | 11    | 12  | 43.13%      | 36      | 32      | +4      |         |         |         |         |
| Burnley Inglaterra  | 2.ª                 | 2013-14             | 46    | 26   | 15   | 5    | 2.º  | 5     | 3    | 0    | 2    | -     | - | -             | -             | -             | -             | -             | - | -     | 51    | 29    | 15    | 7   | 66.66%      | 83      | 44      | +39     |         |         |         |         |
| Burnley Inglaterra  | 1.ª                 | 2014-15             | 38    | 7    | 12   | 19   | 19.º | 3     | 0    | 1    | 2    | -     | - | -             | -             | -             | -             | -             | - | -     | 41    | 7     | 13    | 21  | 27.64%      | 31      | 59      | -28     |         |         |         |         |
| Burnley Inglaterra  | 2.ª                 | 2015-16             | 46    | 26   | 15   | 5    | 1.º  | 3     | 1    | 0    | 2    | -     | - | -             | -             | -             | -             | -             | - | -     | 49    | 27    | 15    | 7   | 65.3%       | 75      | 39      | +36     |         |         |         |         |
| Burnley Inglaterra  | 1.ª                 | 2016-17             | 38    | 11   | 7    | 20   | 16.º | 5     | 2    | 1    | 2    | -     | - | -             | -             | -             | -             | -             | - | -     | 43    | 13    | 8     | 22  | 36.43%      | 43      | 57      | -14     |         |         |         |         |
| Burnley Inglaterra  | 1.ª                 | 2017-18             | 38    | 14   | 12   | 12   | 7.º  | 3     | 1    | 1    | 1    | -     | - | -             | -             | -             | -             | -             | - | -     | 41    | 15    | 13    | 13  | 47.16%      | 41      | 45      | -4      |         |         |         |         |
| Burnley Inglaterra  | 1.ª                 | 2018-19             | 38    | 11   | 7    | 20   | 15.º | 3     | 1    | 0    | 2    | 6     | 2 | 3             | 1             | 4.ªR          | -             | -             | - | -     | 47    | 14    | 10    | 23  | 36.88%      | 54      | 81      | -27     |         |         |         |         |
| Burnley Inglaterra  | 1.ª                 | 2019-20             | 38    | 15   | 9    | 14   | 10.º | 3     | 1    | 0    | 2    | -     | - | -             | -             | -             | -             | -             | - | -     | 41    | 16    | 9     | 16  | 46.34%      | 49      | 57      | -8      |         |         |         |         |
| Burnley Inglaterra  | 1.ª                 | 2020-21             | 38    | 10   | 9    | 19   | 17.º | 6     | 2    | 2    | 2    | -     | - | -             | -             | -             | -             | -             | - | -     | 44    | 12    | 11    | 21  | 35.6%       | 40      | 62      | -22     |         |         |         |         |
| Burnley Inglaterra  | 1.ª                 | 2021-22             | 30    | 4    | 12   | 14   | Inc. | 4     | 1    | 1    | 2    | -     | - | -             | -             | -             | -             | -             | - | -     | 34    | 5     | 13    | 16  | 27.46%      | 30      | 48      | -18     |         |         |         |         |
| Burnley Inglaterra  | Total               | Total               | 383   | 135  | 109  | 139  | -    | 36    | 12   | 6    | 18   | 6     | 2 | 3             | 1             | -             | -             | -             | - | -     | 425   | 149   | 118   | 158 | 44.31%      | 482     | 524     | -42     |         |         |         |         |
| Everton Inglaterra  | 1.ª                 | 2022-23             | 18    | 5    | 6    | 7    | 17.º | -     | -    | -    | -    | -     | - | -             | -             | -             | -             | -             | - | -     | 18    | 5     | 6     | 7   | 38.89%      | 19      | 29      | -10     |         |         |         |         |
| Everton Inglaterra  | 1.ª                 | 2023-24             | 38    | 13   | 9    | 16   | 15.º | 7     | 4    | 2    | 1    | -     | - | -             | -             | -             | -             | -             | - | -     | 45    | 17    | 11    | 17  | 45.93%      | 50      | 56      | -6      |         |         |         |         |
| Everton Inglaterra  | 1.ª                 | 2024-25             | 19    | 3    | 8    | 8    | Inc. | 2     | 1    | 1    | 0    | -     | - | -             | -             | -             | -             | -             | - | -     | 21    | 4     | 9     | 8   | 33.34%      | 19      | 26      | -7      |         |         |         |         |
| Everton Inglaterra  | Total               | Total               | 75    | 21   | 23   | 31   | -    | 9     | 5    | 3    | 1    | -     | - | -             | -             | -             | -             | -             | - | -     | 84    | 26    | 26    | 32  | 41.27%      | 88      | 111     | -23     |         |         |         |         |
| Total en su carrera | Total en su carrera | Total en su carrera | 504   | 172  | 148  | 184  | -    | 48    | 18   | 10   | 20   | 6     | 2 | 3             | 1             | -             | -             | -             | - | -     | 558   | 192   | 161   | 205 | 44.03%      | 631     | 703     | -72     |         |         |         |         |
| 1. 2.               |                     |                     |       |      |      |      |      |       |      |      |      |       |   |               |               |               |               |               |   |       |       |       |       |     |             |         |         |         |         |         |         |         |

#### Resumen por competiciones
| Competición             | Partidos | Ganados | Empatados | Perdidos | Ganados % | Mejor resultado  |
| ----------------------- | -------- | ------- | --------- | -------- | --------- | ---------------- |
| EFL Championship        | 171      | 79      | 57        | 35       | 57.31%    | Campeón          |
| Premier League          | 333      | 93      | 91        | 149      | 37.04%    | 7.º lugar        |
| FA Cup                  | 24       | 8       | 4         | 12       | 38.89%    | Quinta ronda     |
| EFL Cup                 | 24       | 10      | 6         | 8        | 50%       | Cuartos de final |
| Liga Europea de la UEFA | 6        | 2       | 3         | 1        | 50%       | Cuarta ronda     |
| TOTAL                   | 558      | 192     | 161       | 205      | 44.03%    | Un título        |

## Palmarés

### Como entrenador

#### Campeonatos nacionales
| Título           | Club    | País       | Año     |
| ---------------- | ------- | ---------- | ------- |
| EFL Championship | Burnley | Inglaterra | 2015-16 |

## Vida privada
Sean Dyche nació en Kettering, Northamptonshire. Su padre fue consultor de gestión en British Steel Corporation, trabajando en Egipto, India y Corby. Dyche tiene dos hermanos. El deportista y su esposa Jane tienen dos hijos, uno de los cuales, Max, juega como futbolista profesional en el Northampton Town.